# Tòa nhà Osempochoďák ở Košice
Tòa nhà Osempochoďák ở Košice (tiếng Slovakia: Osemposchoďák v Košice) là một tòa nhà tọa lạc ở điểm giao nhau giữa phố Hlavná và phố Pribinova trong khu Phố cổ của thành phố Košice, Slovakia. Vào ngày 19 tháng 6 năm 1998, công trình kiến trúc này được ghi danh vào Danh sách Di tích Trung ương theo quyết định của Bộ Văn hóa Cộng hòa Slovakia.

## Lịch sử
Tòa nhà được xây dựng trên địa điểm trước đây từng tồn tại một tòa nhà tên là Nhà Stark, tồn tại ở đây cho đến năm 1937. Vào năm 1937, kiến trúc sư người Slovakia Alexander Skutecký đã thiết kế một tòa nhà cao chín tầng để phục vụ công ty bảo hiểm Assicurazioni Generali có trụ sở ở Trieste. Việc xây dựng tòa nhà được một thợ xây người gốc Séc tên là Alois Novák thực hiện. Tuy nhiên, việc xây dựng không được hoàn thành cho đến khi Hungary chiếm đóng vào năm 1939. Sau Chiến tranh thế giới thứ hai, tòa nhà được công ty bảo hiểm nhà nước Slovan tiếp quản. Bên trong tòa nhà còn có một tiệm bánh ở tầng trệt và các căn hộ ở các tầng bên trên. Công ty bảo hiểm đặt trụ sở tại tòa nhà này cho đến ngày nay.